# 霓虹心
《霓虹心》，是2009年的一部參展釜山影展的台灣、瑞典合作電影，導演為挪威籍的台灣人劉漢威。

## 劇情簡介
女主角奇奇(潘妮拉·奧古斯特 飾)，是一位孤獨的瑞典母親，想為不常往來的兒子維特(路威·帕莫 飾)過生日，所以她決定跟維特到台北旅行，而維特也驚喜地答應了，但事實上母親心理想的是與在網路上認識的台灣男朋友見面。
然而來到這片陌生的東方領土，維特認識了弟弟(黃河 飾)，而兩人也在旅行中建立起一種互相依存的親密感；就當維特發現母親只是來台北找男人時，憤怒的他斷然離開，轉投向弟弟，沒想到弟弟的家庭問題卻讓兩人被黑道挾持。
不通中文的奇奇為了救出兒子，只好四處求救，想盡辦法從黑道手中救出維特跟弟弟，並且重新贏回兒子的心。

## 特色
本片於三芝飛碟屋拆除前拍攝。該建物原本在2008年12月時就要拆除，但導演劉漢威在當年7月勘景後，透過電影公司向台北縣政府申請延後拆除獲准，得以在片中保留該建物影像。

## 外部連結
- 爛番茄上《霓虹心》的資料（英文）
- 香港影庫上《霓虹心》的資料（繁體中文）
- 互联网电影数据库（IMDb）上《霓虹心》的资料（英文）